# E3 Harelbeke 2013
56. edycja wyścigu kolarskiego E3 Harelbeke odbyła się w dniu 22 marca 2013 roku i liczyła 211 km. Wyścig figurował w rankingu światowym UCI World Tour 2013. 
W wyścigu wzięło udział dwóch Polaków. 
Maciej Bodnar z Cannondale zajął 62. miejsce natomiast Michał Kwiatkowski w barwach Omega Pharma-Quick Step zajął 82. miejsce.  

## Uczestnicy
Na starcie tego klasycznego wyścigu stanęło 25 zawodowych ekip.
Lista drużyn uczestniczących w wyścigu:
| Numery  | Kod | Drużyna                 |
| ------- | --- | ----------------------- |
| 1-8     | OPQ | Omega Pharma-Quick Step |
| 11-18   | BMC | BMC Racing Team         |
| 21-28   | RLT | RadioShack-Leopard      |
| 31-38   | LBT | Lotto-Belisol           |
| 41-48   | SKY | Sky Procycling          |
| 51-58   | ALM | Ag2r-La Mondiale        |
| 61-68   | AST | Pro Team Astana         |
| 71-78   | BLA | Blanco Pro Cycling Team |
| 81-88   | CAN | Cannondale              |
| 91-98   | EUS | Euskaltel-Euskadi       |
| 101-108 | FDJ | FDJ                     |
| 111-118 | GRM | Garmin-Barracuda        |
| 121-128 | KAT | Team Katusha            |

| Numery  | Kod | Drużyna             |
| ------- | --- | ------------------- |
| 131-138 | LAM | Lampre-Merida       |
| 141-148 | MOV | Movistar Team       |
| 151-158 | OGE | Orica-GreenEDGE     |
| 161-168 | ARG | Argos-Shimano       |
| 171-178 | TST | Team Saxo-Tinkoff   |
| 181-188 | VCD | Vacansoleil-DCM     |
| 191-198 | AJW | Accent.jobs-Wanty   |
| 201-208 | CRE | Crelan-Euphony      |
| 211-218 | TSV | Topsport Vlaanderen |
| 221-228 | COF | Cofidis             |
| 231-238 | IAM | IAM Cycling         |
| 241-248 | EUC | Team Europcar       |

## Klasyfikacja generalna
| M-ce | Imię i nazwisko      | Kraj            | Drużyna                 | Czas       |
| ---- | -------------------- | --------------- | ----------------------- | ---------- |
| 1.   | Fabian Cancellara    | Szwajcaria      | RadioShack-Leopard      | 5h 08' 28" |
| 2.   | Peter Sagan          | Słowacja        | Cannondale              | + 1' 04"   |
| 3.   | Daniel Oss           | Włochy          | BMC Racing Team         | + 1' 04"   |
| 4.   | Geraint Thomas       | Wielka Brytania | Sky Procycling          | + 1' 04"   |
| 5.   | Sebastian Langeveld  | Holandia        | Orica-GreenEDGE         | + 1' 08"   |
| 6.   | Sylvain Chavanel     | Francja         | Omega Pharma-Quick Step | + 1' 08"   |
| 7.   | Tom Boonen           | Belgia          | Omega Pharma-Quick Step | + 2' 15"   |
| 8.   | Luca Paolini         | Włochy          | Team Katusha            | + 2' 15"   |
| 9.   | Edvald Boasson Hagen | Norwegia        | Sky Procycling          | + 2' 15"   |
| 10.  | Sébastien Turgot     | Francja         | Team Europcar           | + 2' 15"   |